# Danh sách thành phố Haiti

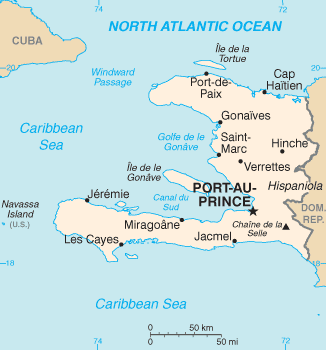
Bản đồ Haïti

Đây danh sách các thành phố ở Haïti. Những thành phố này có tên bằng tiếng Pháp, với Kréyòl ở trong ngoặc đơn.
- Bombardopolis - Một thị trấn lớn như một thành phố
- Cap-Haïtien (Okap or Kap Ayisyen) - Thành phố lớn thứ nhì, dân số 122.700
- Carrefour dân số 408.000
- Cavaellon- Một thị xã được xem như một thành phố
- Croix-des-Bouquets
- Delmas
- Dessalines
- Fort Liberté (Còn gọi là 'Bahaya')
- Grand Goâve
- Gonaïves (Gonayiv) dân số 104.825
- Hinche (Ench) 50.000
- Jacmel (Jakmèl) 15.000
- Jérémie (Jeremi) 31.000
- Léogane
- Les Cayes (Okay) 45.904
- Marmelade
- Miragoane
- Mirebalais
- Montrouis
- Môle Saint-Nicolas (Mòlsennikola hay Omòl)
- Petit Goâve
- Port-au-Prince (Pòtoprens) - là thủ đô và là thành phố lớn nhất, với dân số 1.082.800 người
- Port-de-Paix (Pòdepè hay Pòdpè)
- Saint-Marc